# Bill Viola
Bill Viola, född 25 januari 1951 i Queens i New York, död 12 juli 2024 i Long Beach, Kalifornien, var en amerikansk videokonstnär.
Viola anses vara en av de ledande personerna i den generationen av konstnärer vars konstnärskap baseras på elektronik, ljud och bildteknologi inom New Media.
Viola växte upp i Queens, New York och Westbury, New York. Han gick på P.S. 20 i Flushing, där han var ordförande för TV-klubben. Under en semester i bergen med sin familj drunknade han nästan i en sjö, en upplevelse som han beskriver som “… the most beautiful world I’ve ever seen in my life”, “without fear,” och “peaceful”.
Viola studerade vid Syracuse University, på avdelningen för Visual and Performing Arts.

## Biografi
1973 utexaminerades Viola från Syracuse med en Bachelor in Fine Arts. Hans första anställning efter examen var som videotekniker på Everson Museum of Art i Syracuse. Från 1973 till 1980 studerade han och framträdde tillsammans med kompositören David Tudor i musikgruppen "Rainforest" (senare kallad "Composers Inside Electronics"). Från 1974 till 1976 arbetade Viola som technical director på Art/Tapes/22, en nyskapande videostudio i Florens, Italien där han träffade videokonstnärerna Nam June Paik, Bruce Nauman och Vito Acconci. Under åren 1976-1983 arbetade han på WNET Thirteen Television Laboratory i New York. 1976 och 1977 reste han till Solomonöarna, Java och Indonesien för att spela in traditionell performancekonst.
1977 inbjöds Bill Viola att ställa ut på La Trobe University i Melbourne av Kira Perov. Viola och Perov, som senare gifte sig, inledde ett livslångt samarbete där de reste och arbetade tillsammans. De reste till Japan 1980, där de under ett och ett halvt år befann sig på ett kulturellt utbyte mellan Japan och USA. Där studerade de buddhism under zenmästaren Daien Tanaka. Under denna tid var Viola som “artist-in-house” för Sony Corporations Atsugi Laboratories.
1983 blev Viola instruktör i avancerad video på California Institute of the Arts i Valencia, Kalifornien. 1995 representerade Viola USA på den 46:e Venedigbiennalen för vilken han producerade en serie verk kallade Buried Secrets som innehåller ett av hans mest kända verk The Greeting, en samtida tolkning av Pontormo's Visitationen. Under 1997 turnerade en stor, retrospektiv, utställning organiserad av Whitney Museum of American Art runt internationellt och visade upp 25 år av Bill Violas konstnärskap.
1998 erhöll Viola ett stipendium av Getty Research Institute, Los Angeles. Han valdes sedermera in i American Academy of Arts and Sciences år 2000. 2002 avslutade han Going Forth By Day, en digital “fresk” gjord i HD-video beställd av Deutsche Guggenheim Berlin och Guggenheim Museum, New York. 2003 ställdes The Passions ut i Los Angeles, London, Madrid, and Canberra, en samling av Violas emotionellt laddade verk i slowmotion inspirerade av renässansmåleriet.
Viola påbörjade 2004 en ny produktion av Richard Wagners opera Tristan och Isolde i samarbete med regissören Peter Sellars, dirigenten Esa-Pekka Salonen och Kira Perov som exekutiv producent. Operan hade premiär 2005 på Opéra National de Paris och Violas videoverk ställdes även ut 2006 på The Haunch of Venison Gallery och St Olave's School i London under utställningsnamnet LOVE/DEATH. 2007 organiserade Centro Andaluz de Arte Contemporaneo i Sevilla en utställning där Violas verk hamnar i dialog med museets kollektioner. 
2009 mottog Bill Viola det katalanska internationella priset, känt som XXI Premi Internacional Catalunya 2009, från den katalanska regeringen i Spanien. Prisets hyllar en individ "whose creative work has made a significant contribution to the development of cultural, scientific or human values anywhere in the world."

## Konstverk
Bill Viola har ställt ut på bland annat National Gallery, London, Guggenheim Berlin, Guggenheim New York, Whitney Museum of American Art, Getty Los Angeles, Kalifornien, och Metropolitan Museum of Art, New York. 
Hans konst kretsar främst kring människolivets centrala teman och erfarenheter – födelse, död, kärlek, känslor och en form av humanistisk spiritualitet. Genom sin karriär har han funnit mening och inspiration från ett djupt rotat intresse för mystiska traditioner, speciellt zenbuddhism, kristen mysticism och islamsk sufism, något som återfinns i den transcendentala känslan i några av hans verk. Violas estetik är även influerad av medeltidens och renässansens religiösa konst.
En tanke hos Viola är idén att du inte kan förstå vad du betraktar om du inte känner dess motsats. Denna dualism tar sig i uttryck i hans verk genom kontraster som liv och död, ljus och mörker, lugn och kaos, högt och lågt etc.
Violas verk kan delas in i tre typer: konceptuella, visuella samt en unik kombination av de två. Enligt konstkritikern James Gardner ("National Review") är Violas konceptuella konst lätt att glömma bort som den mesta videokonsten. Men att Violas visuella verk är å andra sidan, som till exempel "The Veiling", enligt Gardner imponerande och minnesvärda.
Violas verk har oftast en målerisk kvalitet. Hans användning av ultra slowmotion-video uppmuntrar betraktaren att sjunka in i bilden och känna en djup kontakt med meningarna som den bär. Denna styrka gör Violas verk ovanligt tillgängliga inom den samtida konstkontexten. Som en konsekvens av detta har hans verk fått blandad kritik, varav några kritiker har funnit vissa verk banala med en tendens till grandiositet. Dock är det hans ambitioner, hans strävan efter mening och försök att hantera livet stora skeenden som gör hans verk uppskattade bland kritiker, konstpubliken och samlare. 
I sina tidiga verk etablerade Viola de frågor som fortfarande i dag fascinerar honom i hans arbete. Det är speciellt hans besatthet att fånga rörelsens essens genom inspelning som följt honom ända sedan 1976 i hans verk  The Space Between the Teeth, en video av Viola själv skrikandes, till det 45 sekunder långa verket Silent Mountain från 2001 som visar två skådespelare i olika stadier av ångest.
Om Violas avbildningar av emotionella tillstånd utan någon objektiv korrelation—emotionella tillstånd för vilka betraktaren inte har något externt objekt eller händelse att knyta dem till eller förstå dem genom—är en av aspekterna av hans verk är en annan, som varit mer i förgrunden, hans refererande till den medeltida och klassiska avbildningen av känslor. Mest framträdande är hans  Catherine's Rom (2001) som har många paralleller med Andrea di Bartolos Katarina av Siena från 1393.
Medan många videokonstnärer snabbt adopterat nya tekniker för att förbättra sina medium har Viola använt sig mycket litet av dataredigering. Det som kanske är det mest tekniskt utmanande i hans verk, som också är det som har utvecklats mest från hans tidiga verk, är hans användning av extrem slowmotion. The Quintet Series från 2000 är ett sådant verk (som består av fyra separata videor) som visar fem skådespelares förändrade minspel och uttryck i sådan slowmotion att varje liten detalj av deras förändrade känslotillstånd kan noteras. Det är ett utmanande verk för betraktaren då koncentrationen för att följa utvecklingen måste bevaras i flera minuter. Generellt kan sägas att denna modifiering av tiden i kombination med avsaknaden av ljud och röst utgör det ""ny"" hos Bill Violas verk för förstagångsbetraktaren. 
2000 samarbetade Viola med det populära bandet Nine Inch Nails och deras sångare Trent Reznor för att skapa en videosvit för deras turné. Det resulterade i en triptyk med fokus på bilder av vatten som skulle integrera med de sånger som spelades.
Violas verk har fått kritikernas erkännande. Marjorie Perloff, mest känd för sin litteraturkritik och uppskattning av avant-gardeförfattare och genrer, prisar honom. Perloff, som har skrivit spaltmeter om att poetiken bör respondera på, och utnyttja, möjligheterna med nutida datateknik, menar att Viola är ett exempel på hur ny teknologi — i det här fallet videokameran — kan skapa helt nya estetiska möjligheter som inte tidigare existerat inom en genre eller stilbildning.

## Separatutställningar
- 1973 "New Video Work," Everson Museum of Art, Syracuse, New York, USA
- 1974 "Bill Viola: Video and Sound Installations," The Kitchen Center, New York, USA
- 1979 "Projects: Bill Viola," The Museum of Modern Art, New York, USA
- 1983 "Bill Viola," ARC, Musée d'Art Moderne de la Ville de Paris, Frankrike
- 1985 "Summer 1985," Museum of Contemporary Art, Los Angeles, USA
- 1985 "Bill Viola," Moderna Museet, Stockholm, Sverige
- 1987 "Bill Viola: Installations and Videotapes," The Museum of Modern Art, New York, USA
- 1988 "Bill Viola: Survey of a Decade," Contemporary Arts Museum, Houston, Texas, USA
- 1989 "Bill Viola," Fukui Prefectural Museum of Art, Fukui City, Japan, del av den tredje Fukui International Video Biennale.
- 1990 "Bill Viola: The Sleep of Reason," Fondation Cartier pour l'Art Contemporain, Jouy-en-Josas, Frankrike
- 1991 "Bill Viola: The Passing," South London Gallery, London, England
- 1992 "Bill Viola: Nantes Triptych," Chappelle de l'Oratoire, Musée des Beaux-Arts, Nantes, Frankrike
- 1992 "Bill Viola," Donald Young Gallery, Seattle, Washington (fem installationer)
- 1992 "Bill Viola: Two Installations," Anthony d'Offay Gallery, London, England
- 1992 "Bill Viola. Unseen Images," Stadtische Kunsthalle Düsseldorf, Düsseldorf, Tyskland. Reser till: Moderna Museet, Stockholm, Sverige (1993); Museo Nacional Centro de Arte Reina Sofia, Madrid, Spanien (1993); Musée Cantonal des Beaux-Arts, Lausanne, Schweiz (1993); Whitechapel Art Gallery, London, England (1993), Tel Aviv Museum of Art, Israel (1994)
- 1994 "Bill Viola: Stations," American Center inaugural opening, Paris, Frankrike
- 1994 "Bill Viola: Território do Invisível/Site of the Unseen," Centro Cultural/Banco do Brazil, Rio de Janeiro, Brasilien
- 1995 "Buried Secrets," United States Pavilion, 46:e Venedigbiennalen, Venedig, Italien. Åker till Kestner-Gesellschaft, Hannover, Tyskland (1995); Arizona State University Art Museum (1996), USA
- 1996 "Bill Viola: New Work," Savannah College of Art and Design, Savannah, Georgia, USA (installation)
- 1996 "Bill Viola: The Messenger," Durham Cathedral, Visual Arts UK 1996, Durham, England. Reser till South London Gallery, London, England (1996); Video Positiva-Moviola, Liverpool, England; The Fruitmarket Gallery, Edinburgh, Skottland; Oriel Mostyn, Gwynedd, Wales; The Douglas Hyde Gallery, Trinity College, Dublin, Irland (1997); La Chapelle Saint Louis de la Salpetriere, Paris, Frankrike
- 1997 “Bill Viola: Fire, Water, Breath,” Guggenheim Museum (SoHo), New York, USA
- 1997 “Bill Viola: A 25-Year Survey” organized by the Whitney Museum of American Art (katalog). Travels to Los Angeles County Museum of Art; Whitney Museum of American Art, New York (1998); Stedelijk Museum, Amsterdam (1998) (katalog); Museum für Moderne Kunst, Frankfurt, Tyskland (1999); San Francisco Museum of Modern Art, Kalifornien (1999); Art Institute of Chicago, Illinois (1999-2000)
- 2000 “The World of Appearances,” Helaba Main Tower, Frankfurt, Tyskland (permanent installation)
- 2000 “Bill Viola: New Work,” James Cohan Gallery, New York, USA
- 2001 “Bill Viola: Five Angels for the Millennium,” Anthony d'Offay Gallery, London
- 2002 "Bill Viola: Going Forth By Day," Deutsche Guggenheim, Berlin
- 2003 "Bill Viola: The Passions," Getty Museum, Los Angeles
- 2003 "Bill Viola," Kukje Gallery, Seoul
- 2003 "Bill Viola: Five Angels for the Millennium," Ruhrtriennale, Gasometer, Oberhausen, Tyskland
- 2003 "Bill Viola: The Passions," National Gallery, London
- 2004 "Bill Viola: Temporality and Transcendence," Guggenheim, Bilbao, Spanien
- 2005 "Bill Viola: The Passions," Fundación "la Caixa," Madrid, Spanien
- 2005 "Bill Viola Visions," ARoS Aarhus Kunstmuseum, Aarhus, Danmark
- 2005 "Bill Viola," James Cohan Gallery, New York, USA
- 2005 "Tristan und Isolde," fully staged opera premiere at the Opéra National de Paris, Frankrike
- 2006 "Bill Viola – Video", 2006 Recipient of the NORD/LB Art Prize, Kunsthalle Bremen, Bremen, Tyskland
- 2006 "LOVE/DEATH The Tristan Project," Haunch of Venison (two venues), London, UK
- 2007 "Bill Viola: Hatsu-Yume (First Dream)", Mori Art Museum, Tokyo, Hyōgo Prefectural Art Museum, Kobe, Japan, inkluderar den 56 minuter långa titelverket och många verk från konstnärens privata samling.
- 2007 "Bill Viola: Four hands (2001), kilkenny Arts Festival, Irland.
- 2008 "Bill Viola: Hatsu-Yume (First Dream)",[CACMalaga],Spanien till och med 30 april
- 2008-9 "Bill Viola: Ocean without a shore", National Gallery of Victoria, Australien
- 2009 "Bill Viola: Intimate work", Museum De Pont, Tilburg, Nederländerna